# Kursplan
Kursplan är ett dokument som beskriver en kurs syfte, innehåll, förkunskapskrav, med mera. En kurs motsvarar ett betyg i ett ämne. Kursplanen är ett juridiskt bindande dokument som beskriver vilken form av undervisning och examination en antagen elev eller student är utlovad. 
En modern kursplan, exempelvis för en universitetskurs enligt Bolognamodellen, skall dessutom specificera de lärandemål (mål för kunskaper och färdigheter) som examinationen skall testa och som studenten skall uppvisa för att uppnå lägsta godkänd betygsnivå. 

## Sverige

### Grund- och gymnasieskolan
På grund- och gymnasienivå i Sverige tillämpas målrelaterade betyg. Därför specificeras dessutom betygskriterier (krav på kunskaper och färdigheter för respektive betygsnivå) i kursplanen.
I Sverige är det Skolverket som fastställer kursplanerna för den obligatoriska grundskolan samt gymnasiet. 
I kursplanen som till hörde till LPO94 fanns både målen som eleven ska ha uppnått vid avslutad kurs, samt betygskriterier för de olika betygen G, VG och MVG med. Följande två stycken beskriver hur det förhöll sig innan den nya läroplanen Lgr 11: 
I grundskolan finns inga mål för betyget G, istället har man "mål som eleven skall ha uppnått". Det finns en uppsättning mål för årskurs fem, och en annan uppsättning mål för årskurs nio. De flesta lärare använder dock dessa mål som om de vore mål för att få betyget G. Skillnaden är att skolverket bestämmer målen för VG och MVG i grundskolan medan det är regeringen som bestämmer "mål som eleven skall ha uppnått" och enligt regeringen får dessa inte tolkas som betygskrav för att uppnå G, utan som en vägledning för lärare i de olika skolorna att själva skriva krav för betyget G. Dessa får dock inte avvika från de av regeringen uppsatta "mål som eleven skall ha uppnått".
Målen och betygskriterierna är skilda ifrån varandra; målen gäller för samtliga elever, och dessa skall uppnås efter avslutad kurs, oavsett vilket betyg eleven siktar på. Målen innehåller det grundläggande som krävs för att eleven ska kunna ha nytta av kursen i framtiden. Betygskriterierna är utformade som så, att elever kan klara en kurs, men få olika betyg. Det innebär alltså att olika duktiga elever får olika höga betyg. Om en elev väljer att satsa mot exempelvis betyget VG, måste eleven uppfylla kriterierna för både betyget G och betyget VG. Men samtidigt bör det påpekas, att elever kan få ett visst betyg, utan att uppfylla samtliga kriterier för betyget. Läraren bör med andra ord bedöma eleven ur ett helhetsperspektiv, där denne får väga samman hur pass duktig eleven är.

### Universitetsnivå
För universitetskurser författar vanligen kursansvarig lärare själv kursplanen i kollegialt samråd med programansvarig för utbildningsprogram där kursen ingår, ämnesansvarig lärare, och lärare på förkunskapsgivande kurser och fortsättningskurser. Kursplanen beslutas formellt i ett ämneskollegium där alla lärare i ämnet ingår.   
Kursplanen skall ange kurslitteratur, undervisnings- och examinationsform, förkunskapskrav, lärandemål och kursinnehåll. I Sverige kan kursplanen beskriva hur en kurs är indelad i flera provmoment.
I Sverige tillämpas målrelaterade betyg även på universitetsnivå. Dock är det ovanligt att betygskriterier specificeras i kursplanen på högskole- och universitetskurser. Varje ämne har generella betygskriterier i ett gemensamt dokument för lärosätets alla kurser i ämnet. Konkreta betygsgränser (antal poäng som krävs för olika betygsnivåer), och beskrivning av hur bedömning av olika examinerande uppgifter viktas samman till ett slutbetyg, brukar ofta anges i anvisningarna för varje examinerande uppgift, och/eller i ett dokument för varje kurs som ofta kallas kursplanering, läsanvisningar, studieguide, kurs-pm eller kursinformation. Det senare dokumentet är examinerande lärares eget ansvar. Det kan innefatta text kursplanen, men ger konkreta detaljer om kursens uppläggning den aktuella kursomgången. Det kan förändras av examinatorn inför varje kurstillfälle utan formellt beslut i ämneskollegium.